# U-Bahnhof Dante (Neapel)
Der Bahnhof Dante ist ein unterirdischer Bahnhof der U-Bahn Neapel. Er befindet sich unter dem gleichnamigen Platz (piazza Dante).

## Geschichte
Der Bahnhof Dante wurde am 27. März 2002 in Betrieb genommen.

## Anbindung
| Linie   | Verlauf |
| ------- | --- |
| Linie 1 | Piscinola – Chiaiano – Frullone – Colli Aminei – Policlinico – Rione Alto – Montedonzelli – Medaglie d’Oro – Vanvitelli – Quattro Giornate – Salvator Rosa – Materdei – Museo – Dante – Toledo – Municipio – Università – Duomo – Garibaldi |